# Ian Nolan
Ian Nolan (Liverpool, 9 luglio 1970) è un ex calciatore nordirlandese, di ruolo difensore.

## Caratteristiche tecniche
Era un terzino destro.

## Carriera

### Nazionale
Esordisce il 5 maggio del 1996 contro l'Armenia (1-1).